# Кухарська сільська рада (Варвинський район)
Куха́рська сільська́ ра́да — адміністративно-територіальна одиниця та орган місцевого самоврядування в Варвинському районі Чернігівської області. Адміністративний центр — село Кухарка.

## Загальні відомості
Кухарська сільська рада утворена 24 березня 1986 року.
- Територія ради: 32,575 км²
- Населення ради: 485 осіб (станом на 2001 рік)

Кухарська сільська рада створена у 1986 році. Нинішня сільрада стала однією з 14-ти сільських рад Варвинського району і одна з дев'ятьох, яка складається більше, ніж з одного населеного пункту.

## Населені пункти
Сільській раді підпорядковані населені пункти:
- с. Кухарка (419 осіб)
- с. Боханів (19 осіб)
- с. Хортиця (47 осіб)

## Освіта
На території сільської ради діє Кухарська ЗОШ І-го ст., Кухарський ДНЗ «Сонечко».

## Склад ради
Рада складалася з 12 депутатів та голови.
- Голова ради: Колот Микола Михайлович
- Секретар ради: Іванова Валентина Вікторівна

### Керівний склад попередніх скликань
| Прізвище, ім'я, по батькові | Основні відомості                                                 | Дата обрання | Дата звільнення |
| --------------------------- | ----------------------------------------------------------------- | ------------ | --------------- |
| Сопілко Ніна Василівна      | Сільський голова, 1954 року народження, член Партії регіонів      | 26.03.2006   | 31.10.2010      |
| Колот Микола Михайлович     | Сільський голова, 1951 року народження, освіта вища, безпартійний | 31.10.2010   |                 |

Примітка: таблиця складена за даними сайту Верховної Ради України

### Депутати
За результатами місцевих виборів 2010 року депутатами ради стали:

#### За суб'єктами висування
| Суб'єкт висування                 | Кількість обраних депутатів | %    |
| --------------------------------- | --------------------------- | ---- |
| Партія регіонів                   | 9                           | 75   |
| Комуністична партія України       | 2                           | 16,7 |
| Політична партія «Сильна Україна» | 1                           | 8,3  |

#### За округами
| № округу                          | Прізвище, ім'я, по батькові      | Дата визнання обраним | Освіта  | Партійна приналежність                  | Відомості про обраного депутата                      |
| --------------------------------- | -------------------------------- | --------------------- | ------- | --------------------------------------- | ---------------------------------------------------- |
| Комуністична партія України       |                                  |                       |         |                                         |                                                      |
| 9                                 | Одокієнко Тетяна Григорівна      | 05.11.2010            | середня | позапартійна                            | тимчасово не працює                                  |
| 10                                | Бакун Ольга Миколаївна           | 05.11.2010            | середня | член Комуністичної партії України       | пенсіонер                                            |
| Партія регіонів                   |                                  |                       |         |                                         |                                                      |
| 1                                 | Побочій Наталія Миколаївна       | 05.11.2010            | середня | позапартійна                            | філія ЧОУ ВАТ «Ощадбанк», контролер-касир            |
| 2                                 | Коновал Юрій Григорович          | 05.11.2010            | середня | позапартійний                           | Варвинське управління газового господарства, слюсар  |
| 3                                 | Портяний Володимир Олександрович | 05.11.2010            | середня | позапартійний                           | пенсіонер                                            |
| 4                                 | Попатенко Діана Федорівна        | 05.11.2010            | середня | позапартійна                            | пенсіонер                                            |
| 5                                 | Ковшик Олег Олександрович        | 05.11.2010            | середня | позапартійний                           | тимчасово не працює                                  |
| 6                                 | Байцар Петро Петрович            | 05.11.2010            | середня | позапартійний                           | тимчасово не працює                                  |
| 7                                 | Стародуб Надія Леонідівна        | 05.11.2010            | середня | позапартійна                            | тимчасово не працює                                  |
| 8                                 | Гвоздь Світлана Андріївна        | 05.11.2010            | середня | позапартійна                            | тимчасово не працює                                  |
| 12                                | Колот Валентина Іванівна         | 05.11.2010            | середня | член Партії регіонів                    | Кухарський фельдшерсько-акушерський пункт, медсестра |
| Політична партія «Сильна Україна» |                                  |                       |         |                                         |                                                      |
| 11                                | Іванова Валентина Вікторівна     | 05.11.2010            | середня | член Політичної партії «Сильна Україна» | Кухарська сільська рада, секретар сільської ради     |

## Населення
Згідно з переписом УРСР 1989 року чисельність наявного населення сільської ради становила 572 особи, з яких 262 чоловіки та 310 жінок.
За переписом населення України 2001 року в сільській раді мешкали 482 особи.

### Мова
Розподіл населення за рідною мовою за даними перепису 2001 року:
| Мова       | Відсоток |
| ---------- | -------- |
| українська | 95,88 %  |
| російська  | 3,92 %   |
| білоруська | 0,21 %   |